# Lachancea waltii
Lachancea waltii är en svampart som först beskrevs av K. Kodama, och fick sitt nu gällande namn av Kurtzman 2003. Lachancea waltii ingår i släktet Lachancea och familjen Saccharomycetaceae.   Inga underarter finns listade i Catalogue of Life.